# 카리아쿠 프티마르티니크

카리아쿠 프티마르티니크의 위치

카리아쿠 프티마르티니크(영어: Carriacou and Petite Martinique)는 그레나다 북부에 위치한 부속 지역으로 행정 중심지는 힐즈버러이며 면적은 37.7km2, 인구는 6,081명(2001년 기준)이다. 그레나다 섬과 세인트빈센트 그레나딘 사이에 위치하며 그레나딘 제도에 속한 카리아쿠섬과 프티마르티니크섬으로 나뉜다.